# Stichting Pelita

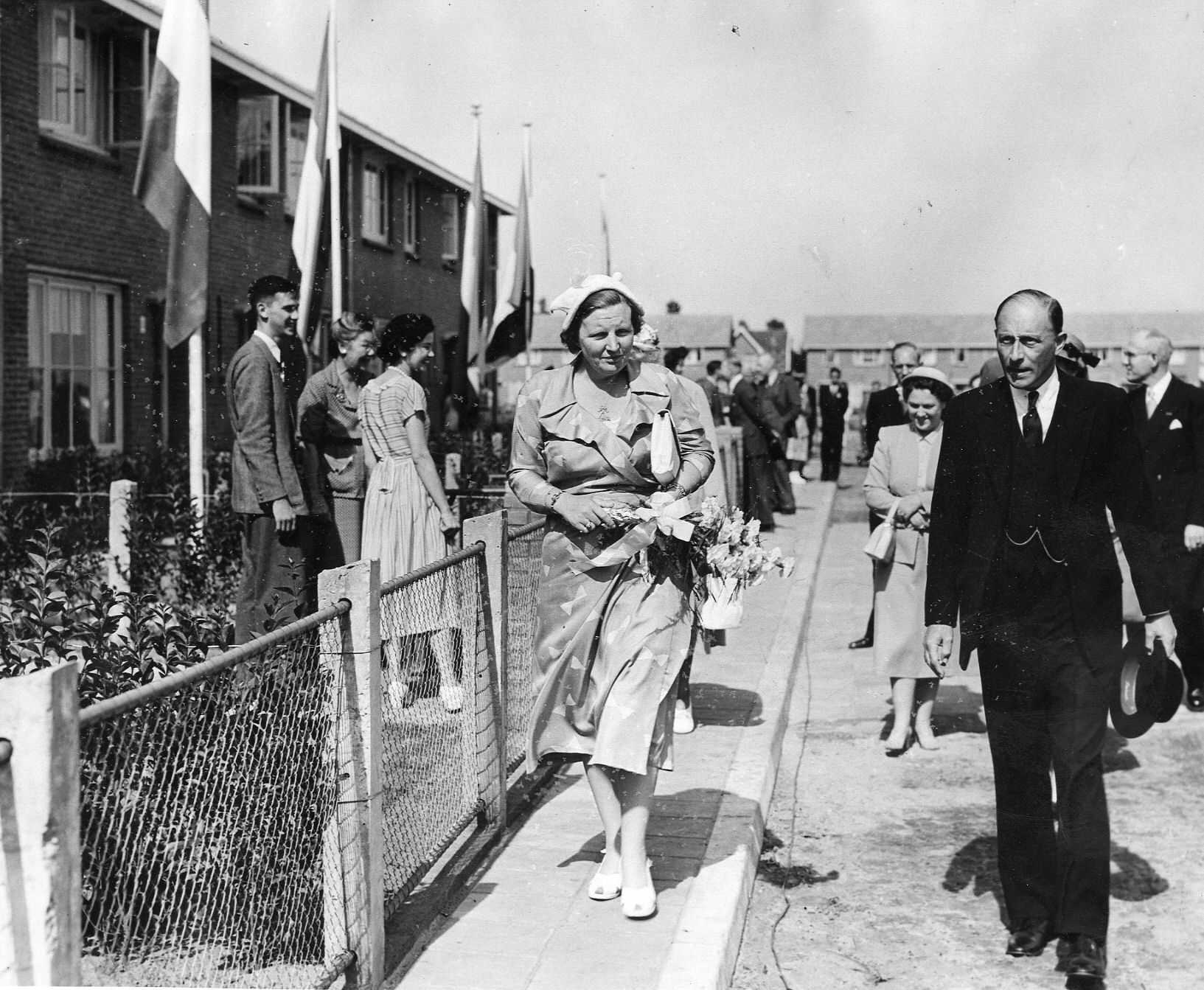
Bezichtiging van de nieuwe woningen van de stichting Pelita te Baarn door Koningin Juliana in 1951

Stichting Pelita is een Nederlandse welzijnsorganisatie die zich inzet voor mensen afkomstig uit Nederlands-Indië. Oorspronkelijk is de stichting opgezet voor hulpverlening aan getroffenen van de oorlog met Japan en van de Bersiapperiode. De stichting vervult een officiële functie bij het aanvragen van een uitkering bij de Pensioen- en Uitkeringsraad. De naam Pelita verwijst naar een olielampje dat in de donkere tropische nachten als lichtbaken diende langs onverlichte wegen.
In Nederland heerste na de Tweede Wereldoorlog grote woningnood. De stichting liet daarom vanaf 1948 honderden huizen bouwen voor de repatrianten. In meerdere plaatsen staan nog zulke woningen met een gevelsteen waarop een olielampje staat afgebeeld. Toen de bouwdoelstelling eind zestiger jaren was bereikt, werden de meeste woningen door Pelita verkocht. Koninginnen Wilhelmina en Juliana waren beschermvrouwe van de Stichting.